# Kitzihiata

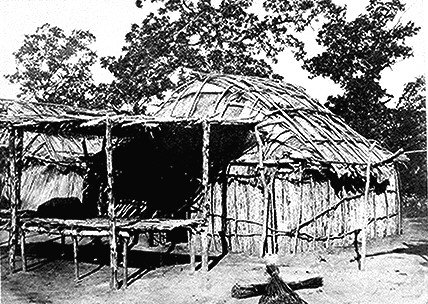
Kitzihiata, El Gran Fuego, enseñó a los kikapúes la construcción de la vivienda llamada apakuenikane, en cuyo interior se celebran los ritos familiares durante el invierno.

Kitzihiata o Kitzigiata es el nombre de una deidad en la mitología de los kikapúes, pueblo indígena originario de la región de los Grandes Lagos (norte de Estados Unidos) que, a causa de la presión de la colonización europea en esa región, fueron empujados a la llanura del río Misisipí y posteriormente a Coahuila (México), en donde se establecieron a mediados del siglo XIX.
Kitzihiata significa Gran Fuego, y preside en los hogares kikapúes bajo la forma de una hoguera que siempre está encendida. De acuerdo con los mitos cosmogónicos kikapúes, Kitzihiata fue padre del dios creador Wiska, que hizo las tierras del continente americano y tejió una tela de araña para que la tierra no se desfondara. Kitzihiata enseñó a los kikapúes a construir los tres tipos de vivienda que caracterizan a este pueblo cazador: la casa cuadrangular que usan en verano, el apakuenikane o casa elíptica de tule que los aloja en invierno, y la casa portátil —similar al tipi— que emplean cuando van de cacería. 
El nombre de la tribu significa Los que andan por la tierra en kikapú, y tiene que ver con que Kitzihiata eligió a los kikapúes para ser los vigilantes de la tierra que creó. Según la mitología kikapú, cuando un miembro de la tribu muere, pasa a un mundo donde cazará venados para siempre en compañía de Kitzihiata.